# Lelbach Irén
Lelbach Irén Dóra (Szabadka, 1897. december 22. – Bécs, 1985. december 1.) Habsburg–Tescheni Albert Ferenc főherceg felesége; első férje rudnai és divékújfalusi Rudnay Lajos (1883–1944) magyar királyi rendkívüli követ és meghatalmazott miniszter.

## Származása
A jómódú szabadkai lutheránus polgári származású Lelbach családban született. Apja Lelbach János (1858–1918), nagybirtokos, Bács-Bodrog vármegye bizottsági tagja, a szabadkai evangélikus egyház főfelügyelője, az OMGE tagja, anyja a nemesi származású alsólehotai Skultéty Ilma (1868–1951) volt. Az apai nagyszülei idősebb Lelbach János (1831–1899), cservenkai földbirtokos és Merkel Katalin (1835–1873) voltak. Az anyai nagyszülei alsólehotai Skultéty János (1825–1903), telekönyveztető, és Hoffmann Lujza voltak. Lelbach Irén fivérei legifjabb Lelbach János és Lelbach István nagybirtokosok, leánytestvére kisbudafai Kalmár Imréné Lelbach Ilona volt.

## Élete
Lelbach Irén iskoláit Szabadkán végezte, majd alig húszévesen szerelmi házasságot kötött a család régi barátjával, a nála tizennégy évvel idősebb rudnai és divékújfalusi Rudnay Lajos diplomatával. Férjével annak nagyköveti kinevezése után 1926-ban Hágába költöztek. Házasságukat addig csak egyik fiuk korai halála árnyékolta be, míg a véletlen szeszélyéből fel nem kereste őket az ott időző, de Magyarországon élő Habsburg–Tescheni Albert Ferenc főherceg, akinek felbukkanása katasztrófaként hatott a nagykövet családjára. Lelbach Irén és Albert főrherceg egymásba szerettek, Rudnay pedig beadta a válópert.
Albert főherceg a magyar társasági életben főként rangon alul között házasságairól vált nevezetessé. Sem első felesége, Lelbach Irén, sem a második, Bocskay Katalin nem válhatott a házasságkötés révén (osztrák) főhercegnővé, mert egyik házasság sem felelt meg a főhercegi álláshoz megkívánt feltételeknek. Bár a főherceg első első két házassága a korabeli magyar házassági jog szerint maradéktalanul érvényes volt, a Habsburg-ház belső törvényei szerint az érvényesség elismeréséhez a családfő (ez esetben Frigyes főherceg) beleegyezése is szükséges volt. Ha ez az engedély hiányzott (megtagadták), akkor a házasulandó Habsburg-családtagnak az esküvő előtt le kellett volna mondania főhercegi rangjáról. „Állásszerűtlen” (nicht standesgemäß) házasságai révén Albert főherceg tehát elvileg kérdésessé tette saját főhercegi rangjának jogszerűségét, hanem a Magyar Országgyűlésben betöltött felsőházi tagságának további jogszerűségét is, mivel ez a Habsburg–Lotaringiai-ház (mint magyar királyi ház) teljeskorú (és teljes jogú) férfi tagjainak járt. Felsőházi tagságát e kétely ellenére mindvégig, 1944-ig megtarthatta.
Albert Ferenc főherceg dél-amerikai útja előtt Habsburg Ottó főherceg jóváhagyását kérte, hogy feleségül vehesse Rudnay Lajos szófiai ügyvivő elvált feleségét. Úgy tervezték, hogy csak Ottó nagykorúsága után kötik meg a házasságot, azaz 1930 november 20. után. A főherceg és a szabadkai jómódú polgár lány mégis ezelőtt házasodott meg. Lelbach Irén és Albert főherceg házasságát 1930. augusztus 16-án kötötte a dél-angliai Brightonban (Sussex grófság). A Magyar Királyság londoni nagykövetének, Rudnói és Divékújfalui Dr. Rudnay Lajosnak elvált felesége, a polgári lutheránus felekezetű (egy héttel a házasság előtt tért át a katolicizmusra) Lelbach Irén és Albert főherceg frigye a Habsburg-család házi törvényei szerint súlyosan rangon alulinak minősült. A feldühödött Frigyes főherceg kitagadta egyetlen fiát a családból és apai örökségéből. A főherceg hét évnyi együttélés után, 1937. június 1-jén Budapesten felbonttatta ezt a házasságát (egyházilag is). Feleségének búcsúajándékként megvásárolta a Mezőtúr–Pusztabánrévei kastélyt.
Gyermektelen frigyük ugyanis összesen hét esztendeig, a szerelmi lángolás fogytáig tartott, és a főherceg volt felesége ezt követően visszavonult a nászajándékba kapott mezőtúr-pusztabánrévei kastélyba. Az elkövetkező években mai formájára bővítette az eredetileg csak a főépületből álló otthonát, nagyon sok embernek kenyeret adó mintagazdaságot teremtett a birtokon, s érzelmi kapcsolat a továbbiakban csupán testvéréhez, illetve első házasságából származó, őt kilenc unokával megajándékozó fiához kötötte. Az asszony addig sem eseménytelen élete a második világháború végével fordult igen komorra. Birtokát, kastélyát hamarosan elvették, egykori alkalmazottai szinte kivétel nélkül elfordultak tőle, páriává vált az addig számára otthonos közegben. A helyi földosztó bizottság elnöke például az ő birtokán szolgáló egykori vályogvető lett, aki igyekezett minden eszközzel kimutatni ellenszenvét volt úrnője iránt. Az elvált Lelbach Irén az 1948-as kommunista hatalomátvételig a budavári házában kialakított kávézó jövedelméből tartotta fenn magát, majd útjának utolsó hazai állomásaként a kaposvári kórház kazánfűtőjeként tengette napjait. Egyébként itt sem tagadta meg önmagát.

## Házasságai és leszármazottjai
Lelbach Irént Budapest, 1917. december 20-án vette feleségül a régi nemesi rudnai és divékujfalusi Rudnay családból való Rudnay Lajos Rudolf (Nagysurány, 1883. október 28.–Budapest, 1944. október 13.), magyar királyi rendkívüli követ és meghatalmazott miniszter, akinek a szülei rudnai és divékújfalusi Rudnay Béla (1857–1932) a budapesti magyar királyi államrendőrség rendőrfőkapitány, Hont, Komárom és Nógrád vármegyék és szabad királyi városok volt főispánja, országgyűlési képviselő, a Magyar Királyi Szent István-rend vitéze, az Osztrák Császári Lipót-rend lovagja, családtörténész, és nagybeliczi Birly Ilona (1861–1931) voltak. Rudnay Lajos és Lelbach Irén frigyéből született:
- dr. Rudnay Béla (Bécs, 1918. október 26.–Bécs, 1992. május 14.), jogász.
- Rudnay Lajos (Bécs. 1922. január 22. Szabadka, 1929. július 1.)[15]

Rudnay Lajostól való elválása után, a második férje Habsburg–Tescheni Albert Ferenc főherceg (Baden, Alsó-Ausztria, 1897. július 24. – Buenos Aires, Argentína, 1955. július 23.), osztrák főherceg, magyar és cseh királyi herceg, Frigyes főherceg tábornagy egyetlen fia, a tescheni hercegi cím várományosa, 1936-tól Teschen címzetes hercege (Herzog von Teschen) a Magyar Országgyűlés felsőházának tagja. Lelbach Irén és Albert főherceg házasságát 1930. augusztus 16-án kötötte a dél-angliai Brightonban (Sussex grófság). 1937. június 1-jén Budapesten felbonttatta a házasságot. Albert főherceg és Lelbach Irén frigyéből nem született gyermek.